# Stefano Cammelli
Stefano Cammelli (Bologna, 30 dicembre 1951) è uno storico italiano.
Per tutti gli anni Settanta portò avanti ricerche di musica popolare in collaborazione con Roberto Leydi. È stato il primo ricercatore italiano a documentare la tradizione del violino popolare emiliano. Le ricerche di Cammelli contribuirono a portare alla luce una parte completamente dimenticata dell’identità musicale dell’Italia settentrionale e a metterne in evidenza la ricchissima e virtuosistica tradizione strumentale. I risultati della ricerca furono pubblicati nell’ormai introvabile Musiche da ballo, balli da festa cui collaborarono anche il musicologo Pietro Sassu, il violoncellista Nicola Baroni e Dina Staro (danza).
La casa discografica Albatros / Vedette pubblicò le più importanti registrazioni originali in una raccolta di 4 dischi (Canti e balli popolari dell’Emilia e Romagna).
Inoltre, nell'ambito di questa esperienza, Stefano Cammelli fu secondo violino del gruppo milanese Almanacco Popolare in quegli anni composto da Sandra Mantovani (voce e dulcimer), Bruno Pianta (chitarra e voce), Cristina Pederiva (viola) e Antonella Ansani (voce).
Stefano Cammelli fu fondatore e primo violino del Gruppo Emiliano di Musica Popolare.
Agli inizi degli anni Ottanta tornò ad occuparsi di rivolte contadine. Il suo studio sui moti del macinato (Al suono delle campane. Indagine su una rivolta contadina – I moti del macinato) è restato per anni uno studio di riferimento del campo per l’originale uso fatto delle fonti orali.
Seguendo il filone delle rivolte contadine Stefano Cammelli è approdato da oltre trent'anni in Cina sulla cui storia ha scritto diversi libri. Tema principale delle sue ricerche sono le dinamiche delle comunità contadine in rivolta e il rapporto tra mondo tradizionale contadino e partiti politici.
In questo senso i suoi due contributi più importanti sono stati Ombre cinesi – Indagine su una cultura che volle farsi nazione (2005) e Storie di uomini e di fiumi (2016).
Nel 2014 il suo Quando l’Oriente si tinse di rosso – Saggi sulla rivoluzione cinese ha costituito momento importante negli studi di storia della Cina. Rompendo un tabù di quasi sessanta anni Cammelli ha affrontato l’analisi delle fonti missionarie (italiane, francesi e tedesche) portando alla luce la grande quantità di dati che un’analisi delle gazzette missionarie fornisce allo studioso sulla rivoluzione cinese.
Nel campo degli studi di storia della Cina è ormai considerato uno degli storici più rappresentativi.
Dirige dal 2007 il centro di ricerche sulla Cina contemporanea Polonews.

## Opere
- Stefano Cammelli, Musiche da ballo, balli da festa, Bologna, Alfa Editrici, 1982.
- Stefano Cammelli, Al suono delle campane Indagine su una rivolta contadina - I moti del macinato (1869), Milano, Franco Angeli, 1984.
- Stefano Cammelli, Tè verde, S. Arcangelo, Fara, 2004.
- Stefano Cammelli, Storia di Pechino e di come divenne capitale della Cina, Bologna, Il Mulino, 2004.
- Stefano Cammelli, Il minareto di Gesù - dodici storie del vicino oriente, Bologna, Il Mulino, 2005.
- Stefano Cammelli, La maschera di Pacal, Bologna, Pendragon, 2005.
- Stefano Cammelli, Ombre Cinesi, Torino, Struzzi Einaudi, 2006.
- Stefano Cammelli, Secondo i cinesi -Politica interna e internazionale sulla stampa cinese contemporanea, Bologna, Polonews Paper, 2009.
- Stefano Cammelli, Un anno in Cina, Bologna, Polonews Paper, 2012.
- Stefano Cammelli, Muri Rossi, Bologna, Mauro Pagliai, 2013.
- Stefano Cammelli, Quando l'Oriente si tinse di rosso - Saggi sulla rivoluzione cinese, Bologna, Polonews Paper, 2014.
- Stefano Cammelli, Storie di uomini e di fiumi - Lungo le rive del Fiume Azzurro cercando la Cina di ieri e di oggi, Bologna, Il Mulino, 2016.
- Stefano Cammelli, Il Bosco Magico - Alla ricerca della musica e della cultura tradizionale del bolognese, Bologna, Pendragon, 2023

| Controllo di autorità | VIAF (EN) 56634643 · ISNI (EN) 0000 0000 8135 2526 · SBN CFIV037622 · LCCN (EN) n80098800 · GND (DE) 1259934365 · BNF (FR) cb12080840j (data) |